# Енциклопедия „Румъния“
Енциклопедия „Румъния“ (на румънски: Enciclopedia României) е енциклопедия в 6 тома, от които са издадени 4 в периода 1938 – 1943 г. в Румъния.
Енциклопедията е структурирана в 3 раздела:
1. политико-административен (I и II том)
2. икономика (III и IV том)
3. култура (V и VI том)

Енциклопедията е издадена от Румънската академия под патронажа на Негово Величество крал Карол II. Главен редактор е проф. Димитре Густи, сред членовете на главната редакция са Николае Йорга, Константин Радулеску-Морту, Виргил Мадгеру, Константин Гюреску, Мирча Вулканеску, Константин Мойсил и Цезар Петреску.
Енциклопедия „Румъния“ се състои от над 5000 страници, с над 800 цветни илюстрации, 800 карти и 6000 фотографии.
През 2010 г. е преиздадена в рамките на проект финансиран от университета „Петре Андрей“ в Яш.